# Wheatland (Nueva York)
Wheatland es un municipio (en inglés, town) del condado de Monroe, estado de Nueva York, Estados Unidos. Según el censo de 2020, tiene una población de 4897 habitantes.

## Geografía
El municipio está ubicado en las coordenadas 43°0′33″N 77°48′57″O / 43.00917, -77.81583 (43.009222, -77.815928).

## Demografía
Según la Oficina del Censo, en 2000 los ingresos medios de los hogares eran de $55,239 y los ingresos medios de las familias eran de $63,297. Los hombres tenían unos ingresos medios de $41,733 frente a $30,733 para las mujeres. Los ingresos per cápita eran de $24,024. Alrededor del 3.5% de la población estaba por debajo del umbral de pobreza.
De acuerdo con la estimación 2016-2020 de la Oficina del Censo, los ingresos medios de los hogares son de $67,981 y los ingresos medios de las familias son de $83,056. Alrededor del 14.2% de la población está por debajo del umbral de pobreza.